# Mohamed Kamara (Fußballspieler, 1999)
Mohamed Nbalie Kamara (* 29. Mai 1999 in Kambia) ist ein sierra-leonischer Fußballtorhüter.

## Karriere

### Verein
Kamaras erste Station im Seniorenbereich war der FC Johansen aus der Hauptstadt Freetown, einem Klub, der von Isha Johansen und ihrem norwegischen Ehemann Arne-Birger Johansen als soziales Projekt zur Unterstützung junger Menschen gegründet wurde.
Zur Saison 2019/20 wechselte er innerhalb Freetowns zum amtierenden Meister East End Lions. Nach drei Jahren unterschrieb er 2022 einen Zweijahresvertrag beim Horoya AC aus der guineischen Hauptstadt Conakry.

### Nationalmannschaft
Sein erstes Länderspiel für Sierra Leone bestritt Kamara am 17. November 2019 beim 0:1 im Qualifikationsspiel für den Afrika-Cup 2022 gegen Benin.
Nach der erfolgreichen Qualifikation wurde Kamara von Nationaltrainer John Keister für das Turnier in Kamerun nominiert. Dort stand er im Auftaktspiel gegen Titelverteidiger Algerien in der Startelf. Kamara kassierte keinen Gegentreffer und wurde mit seinem unorthodoxen Torwartspiel zum Man of the Match gewählt. Im zweiten Spiel gegen die Elfenbeinküste hielt er einen Elfmeter von Franck Kessié und sicherte damit ein 2:2-Unentschieden. Sierra Leone schied nach einer Niederlage gegen Äquatorialguinea als einer der beiden schlechtesten Gruppendritten aus dem Turnier aus.